# Dampfnudel

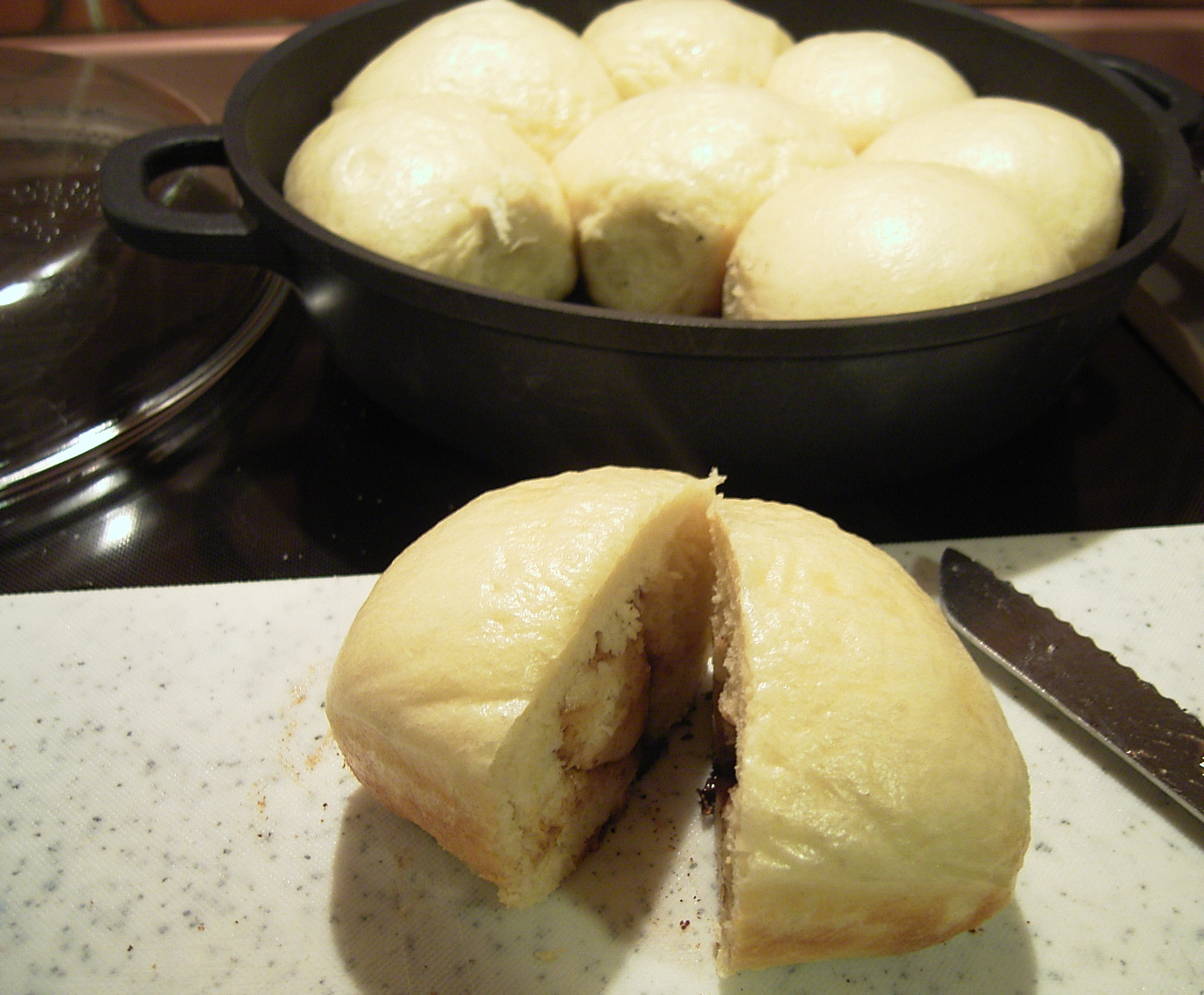
Dampfnudel

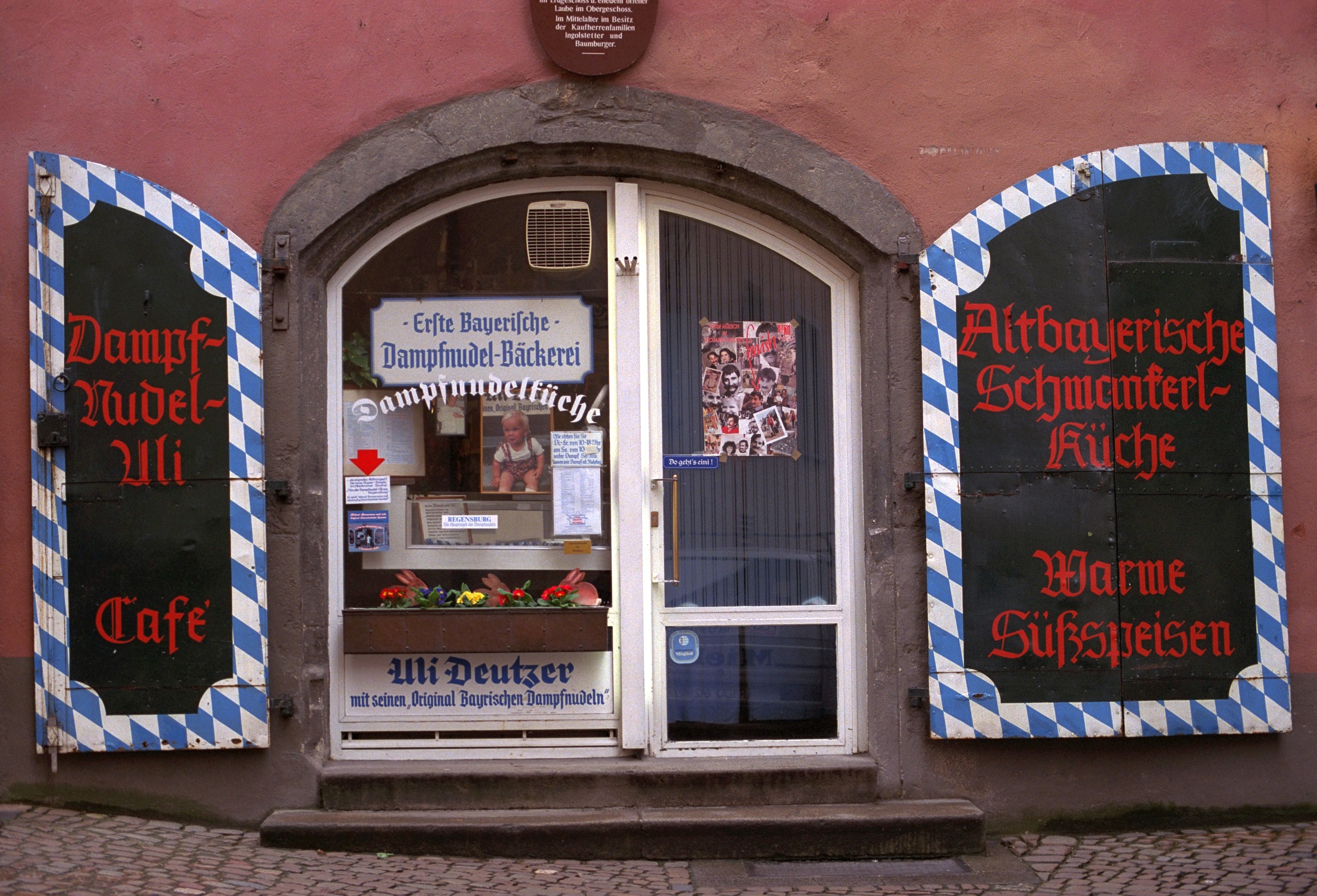
Dampfnudel a Regensburg.

Dampfnudel (pl: Dampfnudeln, lit. "fideu al vapor"), o en alsacià Dampfnüdel, és una mena de pa dolç que es menja com a postres a Alemanya i Alsàcia. És un plat típic del sud d'Alemanya.

## Ingredients i preparació
El dampfnudeln es fa d'una massa composta de farina blanca, aigua, llevat, sal, mantega o margarina i de vegades ous i un poc de sucre. La massa fermentada es cou preferiblement en una paella amb llet i mantega o aigua salaada i greix fins que s'evapori el líquid. La part de dalt roman blanca.
Pot servir de plat principal (sobretot al Palatinat) acompanyat d'altres aliments o de postres 